# Los Veras (San Pedro del Pinatar)
Los Veras es una pedanía de San Pedro del Pinatar. Se encuentra en el límite de la Comunidad Autónoma de la Región de Murcia con el municipio de Pilar de la Horadada. Limita con tres pedanías: Los Gómez, Las Esperanzas y Loma de arriba. Es la pedanía de menor extensión del municipio y se encuentra junto a uno de los accesos al municipio desde la autopista AP-7/E-15.